# Hada (folklore)
Pour le militant politique en Mongolie, voir Hada.

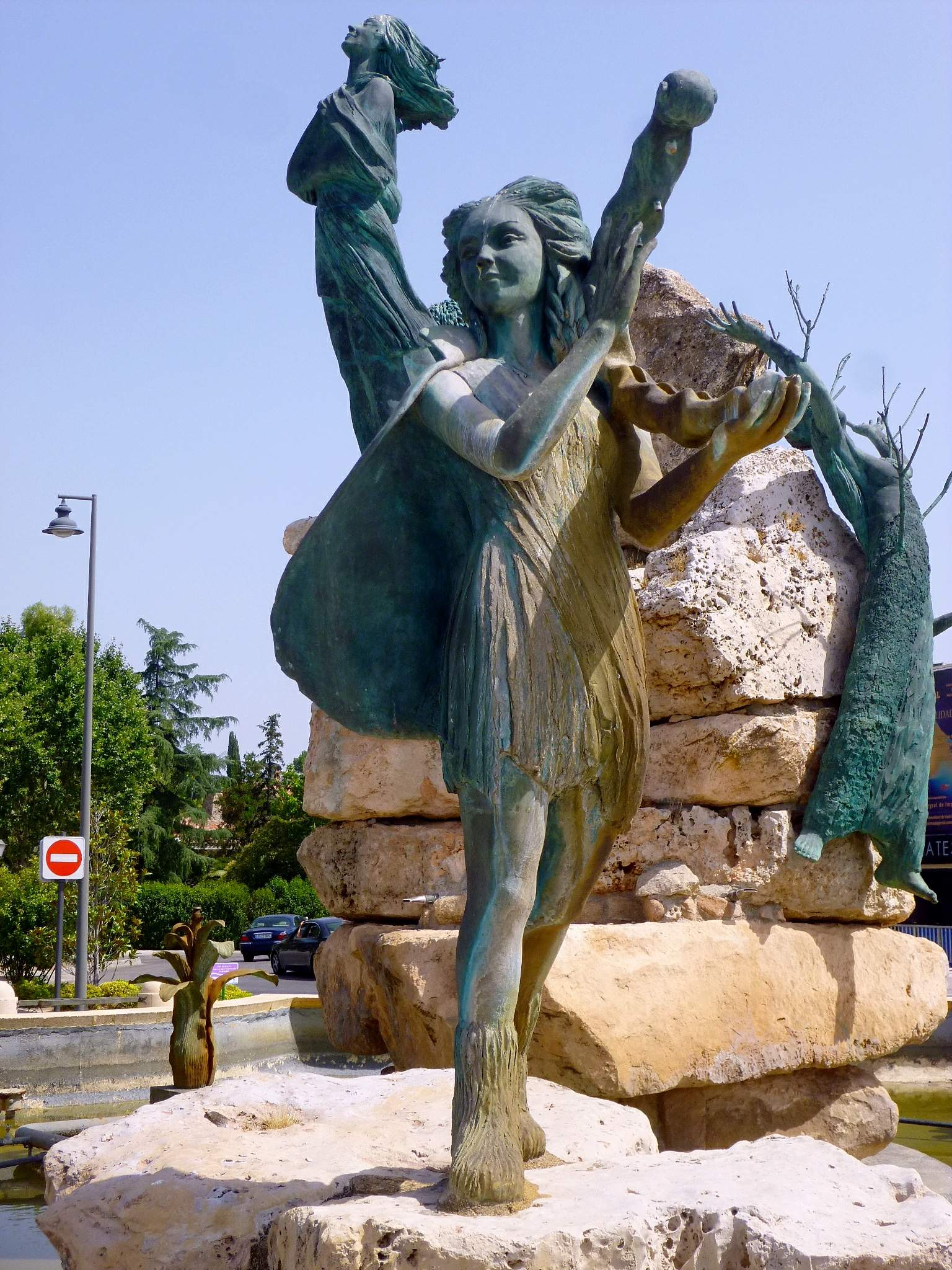
« Fuente de las hadas », à Villaviciosa de Odón.

Une hada (ou hade, c'est-à-dire une fée, du latin fatum : destin) est un être féminin légendaire des Pyrénées gasconnes que l’on appelle parfois aussi  « démaïselas » (demoiselles) ou « damas » (dames).

## Présentation
Créatures essentiellement nocturnes, les hadas vivent sous terre, dans des grottes ou auprès des sources et des ruisseaux. Les récits et contes sur les "hadas" forment une partie importante du corpus de la culture populaire et rurale dans les Pyrénées. De nombreux lieux dans toutes les Pyrénées et la Gascogne sont associés à leur présence supposée, tout particulièrement le nom de grottes ou de sources, comme le terme « Hont de las hadas » (Fontaine des fées), « la tutera deras hadas » (la grotte des fées), "Lo camin de las hadas" (le chemin des hadas). Le terme hada existe également en espagnol, mais il est plus général, synonyme de fée en français, avec tous ses variants : la fée ailée, fée marraine...Le terme équivalent en espagnol est lamina ou mora en Aragon.  
Les hades s'apparentent aux laminak, très présentes dans la mythologie basque, également associées aux grottes et aux esprits souterrains. Leurs attributs varient de manière importante selon la région, la localité où le conte a été collecté, voire l’époque ou encore de l’informateur. L’imagerie populaire et la mythologie pyrénéenne décrivent aussi parfois une « hadetta » comme une femme aux pieds palmés.
Dès les années 1970, l’ethnologue Suzanne Gratacos, dit Isaure, a effectué un recueil systématique de la tradition orale du Couserans et du Comminges, dans les Pyrénées centrales. Grâce à de nombreux enregistrements sonores et vidéos, elle a démontré la permanence de croyances pré-chrétiennes dans les populations valléennes, au moins jusque l’entre-deux guerres, tout particulièrement concernant ces entités féminines habitant dans les grottes. « Parmi les récits mythiques qui courent tout le long des pré-Pyrénées calcaires, il en est un qui met en scène des hadas (en gascon : fées) que l’on appelle aussi partout démaïselas (demoiselles) ou damas (dames) » explique-t-elle. « Les hadas sont, dit-on, vêtues de blanc. Pour de nombreux informateurs, c’est le linge blanc, étendu non loin de la grotte, qui relevait leur présence » . 
Dans l'ouvrage "Pyrénées fantastiques", le journaliste Olivier de Marliave décrit notamment l'empressement d'une hada à épouser un humain comme une constante dans les récits des pyrénées. De marliave rapporte aussi comment le catholicisme a tenté de faire disparaître ces croyances, comme la transformation, en 1933, d'un mégalithe appelée "l'Oustau de las Hadas" en un autel par le curé des paroisses d'Escou et Escout en Béarn. 
Essentiellement féminines, les hadas peuvent avoir des enfants, les « hadeths » ou « hadachs ». Dans les récits, un tel enfant peut se trouver enlevé par des humains, à qui il apporte des révélations de secrets concernant la vie quotidienne. Généralement, il finit par s'enfuir pour rejoindre sa mère.